# Andelst
Andelst – wieś w gminie Overbetuwe w Geldrii w Holandii. W 2020 roku zamieszkana przez 1601 osób.